# Йоганнес Лампартер
Йоганнес Лампартер (нім. Johannes Lamparter) — австрійський лижний двоборець, дворазовий чемпіон світу та призер чемпіонату світу.
Лампартер завоював особисту золоту медаль чемпіонату світу на світовій першості 2021 року, що проходила в німецькому Оберстдорфі, в змаганнях на великому трампліні + на 10 км. Другу золоту медаль він виборов у командному спринті, а в командних змаганнях на нормальному трампліні він отримав бронзову медаль.